# Sierakowice (Pommeren)
Sierakowice (Duits: Sierakowitz) is een dorp in de Poolse woiwodschap Pommeren. De plaats maakt deel uit van de gemeente Sierakowice en telt 6507 inwoners.

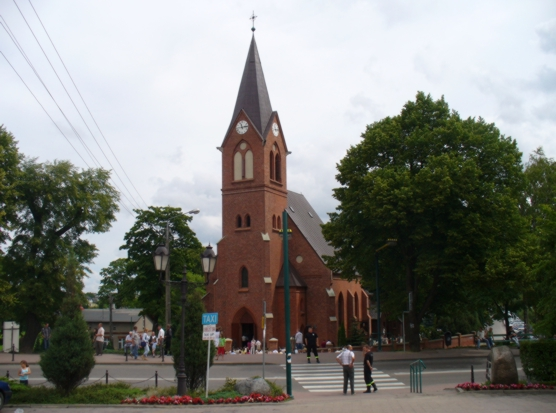
Sierakowice

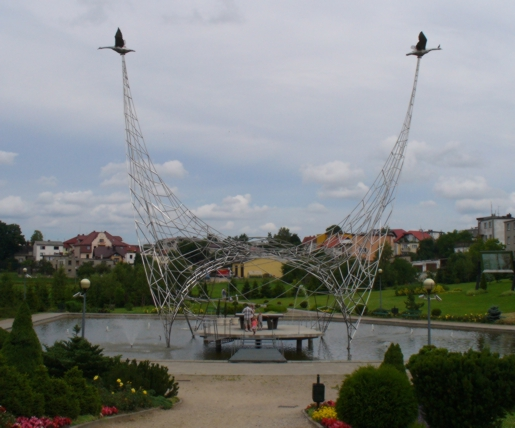
Sierakowice